# Stephen Hough
Stephen Hough (Heswall, Reino Unido, 22 de noviembre de 1961) es un pianista y compositor de música clásica inglés. Se hizo ciudadano australiano en 2005 y, por tanto, tiene doble nacionalidad.

## Vida
Hough nació en Heswall (entonces llamado Cheshire) en la península de Wirral, y creció en Hoylake, donde comenzó sus clases de piano a los 5 años. En 1978 fue finalista de la Competición de Jóvenes Músicos del Año de la BBC y ganó en la sección de piano. En 1982, ganó el premio Terence Judd en Reino Unido. En 1983 ganó el primer premio en la Competición Internacional de Piano de Naumburg en Nueva York.

## Carrera
Hough actuó como recitalista y músico de cámara, y ha actuado como solista con importantes orquestas del mundo, como la Orquesta Sinfónica de Chicago, la Orquesta Filarmónica de Los Ángeles, la Orquesta Sinfónica de Toronto, la Orquesta de Filadelfia, la Orquesta Sinfónica de Londres, la Orquesta Filarmónica de Nueva York, la Orquesta Sinfónica de Boston, la Orquesta Filarmónica de Hong Kong, la Orquesta Filarmónica de Berlín, la Orquesta de Reino Unido, la Orquesta Filarmónica de Malasia, la Orquesta Sinfónica de la Ciudad de Birmingham, la Real Orquesta Filarmónica de Liverpool y la Orquesta Sinfónica de Singapur.
Ha grabado más de 40 CD. Algunos de los más importantes son una colección de cuatro conciertos de piano de Rajmáninov grabados durante una actuación en directo con la Orquesta Sinfónica de Dallas, bajo la batuta del entonces director de música Andrew Litton, los cuales se han comparado con las grabaciones del mismo compositor. Estas grabaciones le hicieron ganar su séptimo Premio Gramófono, así como el Premio de la Crítica BRIT de Música Clásica. También ha grabado los conciertos de piano de Johannes Brahms, Camille Saint-Saëns, Felix Mendelssohn, entre otros.
Hough tiene un máster de la Escuela Juilliard y fue el ganador de una Beca de Investigación MacArthur en 2001. Ha estudiado con Heather Slade-Lipkin, Gordon Green y Derrick Wyndham. También es un importante compositor y a menudo incluye sus propias obras en sus recitales. El estreno de su concierto de violonchelo, dedicado a  Steven Isserlis, tuvo lugar en marzo del 2007, y en verano del mismo año la abadía de Westminster y la catedral de Westminster cantaron las misas que él escribió.
Es profesor de piano en la Real Academia de Música de Londres y catedrático Internacional de Estudios de Piano en la Universidad Royal Northern de Música de Mánchester. Ganó una Beca de la Fundación MacArthur en 2002, uniéndose así a prominentes escritores y científicos que hicieron importantes contribuciones en sus respectivos campos.
Se unió a la Iglesia católica cuando tenía 19 años. Ha escrito sobre teología y la relación de esta con la homosexualidad además de la relación entre música y religión. También ha publicado La Biblia como oración: un manual para lectio divina.

## Discografía selecta
- 1987 – Hummel: Concierto para piano en si menor, Op.89; Concierto para piano en la menor, Op.85. Orquesta de Cámara Inglesa (Chandos)
- 1988 – Stephen Hough: Liszt (Virgin Classics).
- 1988 – My Favorite Things: Virtuoso Encores (Musicmasters).
- 1994 – Scharwenka: Concierto para piano n.º 4 en fa menor; Sauer: Concierto para piano n.º 1 en mi menor (Hyperion CDA66790).
- 1997 – Música para piano de Federico Mompou (Hyperion).
- 1998 – Brahms: Conciertos para pianos n.º 1 & 2. Orquesta Sinfónica de la BBC (Virgin Classics).
- 1999 – Stephen Hough's New Piano Album (Hyperion).
- 2001 – Saint-Saëns: The Complete Works for Piano and Orchestra. Orquesta Sinfónica de la Ciudad de Birmingham (Hyperion).
- 2003 – Hummel: Piano Sonatas (Hyperion).
- 2004 – Rajmáninov: Conciertos para piano n.º 1-4; Rapsodia sobre un tema de Paganini. Litton, Orquesta Sinfónica de Dallas (Hyperion CDA67501/2).
- 2005 – The Stephen Hough Piano Collection (Hyperion).
- 2005 – Liszt: Annees de pelerinage; Suisse (Hyperion).
- 2006 – Stephen Hough's Spanish Album (Hyperion).
- 2007 – Man of Sorrows for piano & orchestra. George Tsontakis (Hyperion).
- 2007 – Mozart album (Hyperion).